# Jogos sem Fronteiras
Os Jogos sem Fronteiras (JSF) são um programa de televisão criado por Guy Lux, Pierre Brive, Claude Savarit e Jean-Louis Marest, tendo sido transmitidos em Portugal pela RTP (canal RTP1). Estes jogos foram originalmente pensados pelo general francês Charles de Gaulle e tiveram a sua primeira edição em 1965, com a participação da França, da Bélgica, da Alemanha e da Itália.
Os Jogos eram uma espécie de Jogos Olímpicos, onde cada país era representado por uma cidade, que concorria em provas muito animadas, contra as outras cidades, para obter pontos. Nas provas em que o país se sentia mais à vontade lançava, normalmente, o joker (que dobrava a pontuação). Os países participantes eram todos europeus, à excepção da Tunísia, que participou em 1992. As emissões dos Jogos sem Fronteiras terminaram em 1999. No entanto, a 20 de Julho de 2006 foi anunciada pela União Europeia de Radiodifusão (UER) a intenção de retomar as transmissões deste programa, o que não chegou a suceder até então.
O país com maior número de vitórias nos Jogos é a Itália, com 11 vitórias em um número incerto de participações, seguindo a França, com 8 vitórias em um número incerto de participação.

## Países participantes e vitórias
Entre 1965 e 1999 foram 20 os países que efetivamente participaram nas 30 edições dos JSF (incluindo como tal o País de Gales e a Checoslováquia).
| País           | Anos de Participação                                  | Edições         | Vitórias |
| -------------- | ----------------------------------------------------- | --------------- | -------- |
| Alemanha       | 1965-1980                                             | 16              | 6        |
| Portugal       | 1979-1982, 1988-1998                                  | 15              | 5        |
| Itália         | 1965-1982, 1988-1999                                  | 30              | 4        |
| Reino Unido    | 1967-1982                                             | 16              | 4        |
| França         | 1965-1968, 1970-1982, 1988-1992, 1997-1999            | 25              | 3        |
| Hungria        | 1993-1999                                             | 7               | 3        |
| Suíça          | 1967-1982, 1992-1999                                  | 24              | 2        |
| Bélgica        | 1965-1982, 1988-1989                                  | 20              | 2        |
| Chéquia        | 1993-1995                                             | 3               | 2        |
| Checoslováquia | 1992                                                  | 1               | 1        |
| Espanha        | 1988, 1990-1992                                       | 4               | 1        |
| Eslovénia      | 1994, 1996-1997, 1999 (anteriormente como Jugoslávia) | 4               | 0        |
| Grécia         | 1993-1999                                             | 7               | 0        |
| Jugoslávia     | 1978-1982, 1990                                       | 6               | 0        |
| Liechtenstein  | 1976                                                  | 1 (uma emissão) | 0        |
| Malta          | 1994-1995                                             | 2               | 0        |
| Países Baixos  | 1970-1977, 1997-1998                                  | 10              | 0        |
| País de Gales  | 1991-1994                                             | 4               | 0        |
| San Marino     | 1989-1991                                             | 3               | 0        |
| Tunísia        | 1992                                                  | 1               | 0        |

## O regresso dos Jogos sem Fronteiras
Após sete anos de inactividade, a European Broadcasting Union (EBU) confirmou o regresso dos Jogos sem Fronteiras, que iria decorrer no Verão de 2007. Infelizmente, devido à crise económica que atingiu a Europa, a EBU decidiu cancelar o programa nesse ano e lançá-lo novamente em 2008. O Verão de 2008 terminou e mais uma vez os Jogos sem Fronteiras não foram realizados. Devido a uma contenção de despesas, a EBU decidiu acabar com os planos.
Oito países foram escolhidos para participar nos Jogos sem Fronteiras de 2007, com o seu respectivo código de identificação, a cor e o nome da estação de televisão responsável pela transmissão:
- Bélgica (B): Amarelo (RTBF)
- Croácia (HR): Azul claro (HRT)
- Espanha (E): Vermelho (RTVE)
- Grécia (GR): Azul escuro
- Itália (I): Branco (RAI)
- Países Baixos (NL): Cor-de-laranja (NOS)
- Portugal (P): Verde (RTP)
- Eslovénia (SLO): Cor-de-rosa (RTV Slovenija)

Em 2019, o grupo de televisão francês france•tv anúncio que o programa voltará no ar neste ano 2019-2020.